# Cathédrale de la Dormition de Vladimir
Pour les articles homonymes, voir Cathédrale de la Dormition.
La cathédrale de la Dormition de Vladimir (en russe : Успенский собор (Владимир) ou encore : Собор Успения Пресвятой Богородицы, c'est-à-dire : cathédrale de la Dormition de la Sainte-Vierge, Mère de Dieu) est un édifice remarquable de la liste des édifices de l'époque pré-mongole de la Rus'. 
Il s'agit d'une cathédrale de l'Église orthodoxe russe dépendant de l'éparchie de Vladimir ; également un musée de l'État. Historiquement, avant la domination de Moscou, c'était la cathédrale la plus importante de la principauté de Vladimir-Souzdal. C'est dans celle-ci que furent couronnés les princes de cette principauté et de celle de la Grande-principauté de Moscou. Cet édifice du XIIe siècle servit de modèle à de nombreux autres construits plus tard, parmi lesquels la cathédrale de la Dormition de Moscou due à l'architecte Aristotile Fioravanti. La cathédrale de la Dormition de Vladimir est aussi un des rares édifices dans lequel sont conservées des fresques réalisées par Andreï Roublev.
En 1992, la cathédrale de la Dormition est inscrite sur la liste du patrimoine mondial de l'UNESCO.

## L'église primitive (1158-1160)

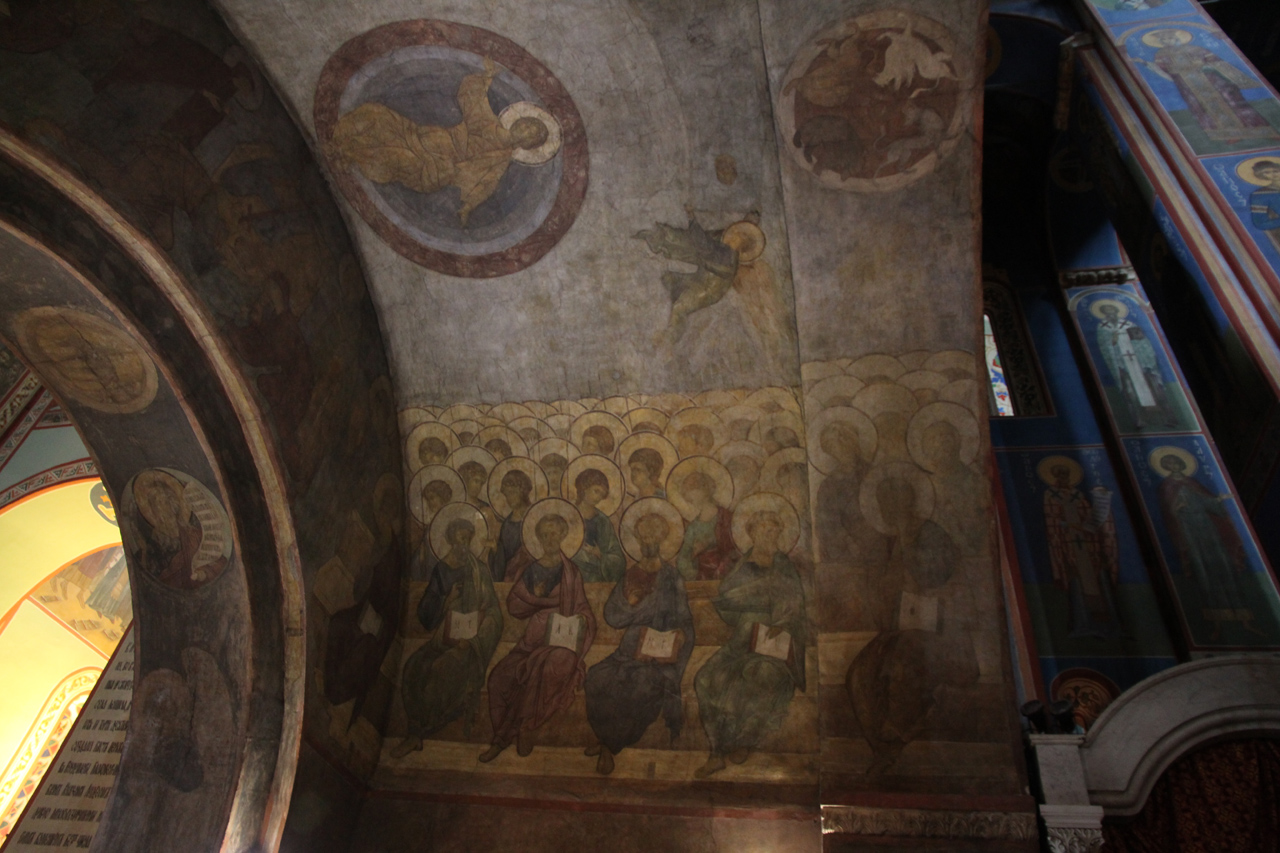
Fresques d'Andreï Roublev, « le Jugement dernier » (1408). Cathédrale de la Dormition, Vladimir

La cathédrale primitive en pierre blanche fut construite par le prince André Ier Bogolioubski dans les années 1158—1160.
Dès 1161 elle fut décorée de peintures.
La cathédrale de la Dormition, qui date des années 1158-1160 est construite sur six pilastres et se compose de trois absides. La qualité des pierres blanches utilisées pour sa construction est remarquable. Les côtés de la coupole font à la base environ 6,4 m. Malgré l'appui de l'édifice sur 6 pilastres, elle présente un aspect presque cubique (longueur sans les absides d'environ 22,5 m, largeur d'environ 17,5 m, hauteur d'environ 21 m), tout en gardant des proportions très élégantes. À l'intérieur comme à l'extérieur, ses formes donnent au spectateur un sentiment d'élancement vers le ciel. Par sa hauteur (32,3 mètres), l'édifice dépasse la cathédrale Sainte-Sophie de Kiev et la cathédrale Sainte-Sophie de Novgorod.
C'est un édifice qui peut être considéré comme unique dans l'architecture pré-mongole du nord-est de la Russie.
La cathédrale fut décorée dès sa construction de sculptures de type bas-reliefs en pierre de type zoo- et anthropomorphes. Les façades sont séparées par des pilastres surmontés de chapiteaux corinthiens et les séparations horizontales se font par deux niveaux de frises et d'arcades. Au centre sont placées des façades des compositions en bas-relief : « L'ascension d'Alexandre III de Macédoine au ciel » et « les quarante martyrs », mais aussi des lions et des masques de visages de femmes. À l'intérieur sont placés des chapiteaux des années 1158-1160 garnis de deux lions couchés. La peinture de l'église de cette époque n'a été conservée que très partiellement.

## Reconstruction de la cathédrale de1186à1189
Après l'incendie de Vladimir en 1185, Vsevolod III Vladimirski agrandit considérablement la cathédrale. À l'édifice furent ajoutées des galeries latérales, et à l'intérieur, elle apparut non seulement plus grande mais vraiment comme un nouvel édifice. La partie réservée à l'autel fut également agrandie. La cathédrale se développa en cinq nefs et forma un espace plus spacieux (largeur de 30,8 mètres, longueur sans tenir compte de l'abside de 30 mètres).
Les sévères surfaces lisses des pierres extérieures furent garnies de bas-reliefs, quelques-uns provenant de la cathédrale d'André Ier Bogolioubski et d'autres ajoutées du temps des transformations par Vsevolod III Vladimirski.
La figure d'Abraham au coin sud-ouest de l'ancienne partie de l'édifice, mais également les figures des piliers sont des peintures datant de 1189.
Dans les murs des galeries, dans des niches voutées, furent inhumés de nombreux représentants de la maison princière de Vladimir et aussi des évêques. Dans la galerie nord sont inhumés les constructeurs de la cathédrale André Ier Bogolioubski et son frère Vsevolod III Vladimirski.

## Suite de l'histoire de la cathédrale
Des premières fresques de la cathédrale de la Dormition, seuls quelques fragments ont été conservés jusqu'à nos jours. Au début du XVe siècle, pour embellir la cathédrale, Andreï Roublev et Daniil Tcherny furent invités à participer à sa décoration. De leurs peintures subsiste une partie : « Le Jugement dernier », qui occupe toute la partie ouest de l'édifice et quelques fragments dans la partie où se trouve l'autel de l'église. La majorité des fresques qui subsistent sont celles qui ont été réalisées au XIXe siècle.
Une sérieuse restauration de l'édifice eut lieu dans la seconde moitié du XVIIIe siècle. Visitant la ville de Vladimir en 1767, l'impératrice Catherine II ordonna de recréer la splendeur de l'ancienne cathédrale, apportant à cette fin 14 000 roubles. La moitié du bâtiment fut transformée dans l'esprit du temps, les changements les plus importants touchèrent les iconostases elles-mêmes, à la place des anciennes icônes de Roublev, de nouvelles furent installées de style baroque.
Durant les XVIIIe – XIXe siècles l'aspect extérieur de la cathédrale subit de sérieux changements : les fenêtres élargies, des contreforts ajoutés, les toitures modifiées. À côté de la cathédrale, en 1810, fut bâti un clocher. En 1862, l'architecte Arteben (ru) fit des ajoutes entre le clocher et la cathédrale.
À la fin du XIXe siècle fut réalisée à nouveau une restauration de la cathédrale : en 1882-1884 des travaux furent menés à l'intérieur, durant lesquels des fragments de la fresque de Roublev furent découverts ; en 1886-1891 encore, la cathédrale fut restaurée à l'extérieur.
Au XXe siècle, la plus longue et la plus importante fut la restauration de la fin des années soixante-dix au début des années quatre-vingt : les murs blancs et la coupole dorée furent recouverts d'une protection spécialement étudiée. À l'intérieur, la couche de couleur des fresques fut protégée par un système de régulation du niveau de la température et de l'humidité des lieux.

## Situation actuelle
La cathédrale de la Dormition est classée au patrimoine mondial de l'UNESCO « Les édifices de pierre blanche de Vladimir et de Souzdal ».
Actuellement la cathédrale de la Dormition est à la fois gérée par l'Église orthodoxe russe et par le musée d'architecture historique et artistique de Valdimir-Souzdal (ru). C'est la plus importante cathédrale de l'éparchie de Vladimir et Souzdal (ru). Des cérémonies du culte ont lieu régulièrement dans l'église ; quand ce n'est pas le cas, l'édifice reste ouvert comme musée.
Les fresques anciennes de la cathédrale sont en danger du fait du manque de respect des normes de régulation de température et d'humidité dues aux défaillances du système trop ancien de ventilation et de chauffage de la cathédrale.

## Sources
- UNESCO
- Воронин Н. Н. Владимир, Боголюбово, Суздаль, Юрьев-Польской. Книга-спутник по древним городам Владимирской земли. (livre sur les temps anciens de la terre de Vladimir)
- Воронин Н. Н. Зодчество Северо-Восточной Руси XII—XV вв. Т. 1. М., 1961
- Заграевский С. В. Успенский собор во Владимире: некоторые вопросы архитектурной истории. (La cathédrale de la Dormition à Vladimir : quelques questions d'histoire de l'architecture)
- Sergueï Zagraïevski / Заграевский С. В. Новые исследования памятников архитектуры Владимиро-Суздальского музея-заповедника. (Nouvelles recherches sur les monuments architecturaux de Vladimir-Souzdal)
- Комеч А. И. Архитектура Владимира 1150—1180-х гг.: художественная природа и генезис «русской романики» // Древнерусское искусство: Русь и страны византийского мира. XII век. СПб., 1999. (art russe ancien : la Russie et le monde byzantin)
- Тимофеева Т. П. К вопросу о пятиглавии Успенского собора Андрея Боголюбского во Владимире. (Questions sur les 5 clochers de la cathédrale de la Dormition)
- Фотогалерея Успенского собора. (Photographies de la cathédrale de la Dormition).
- Балыгина Л. П. , Некрасов А. П., Скворцов А. П. Вновь открытые и малоизвестные фрагменты живописи XII в. в Успенском соборе во Владимире // Древнерусское искусство. Монументальная живопись XI—XVII в. М., 1980. (La Dormition de Vladimir // Art ancien. Peinture monumentale)
- Вагнер Г. К. Скульптура Древней Руси. М., 1964. (La sculpture de l'ancienne Russie)
- Раппопорт П. А. Русская архитектура X—XIII вв. Каталог памятников. Л., 1982 (Свод археологических источников. Вып. Е I-47).
- Ульянов О. Г. Летопись древнего собора : неизвестные страницы // Свет невечерний. Владимир , 2001. (Chroniques des temps anciens : pages inconnues. Vladimir)